# Крайтон, Генри, 6-й граф Эрн
Генри Джордж Виктор Джон Крайтон, 6-й граф Эрн (англ. Henry George Victor John Crichton, 6th Earl Erne; 9 июля 1937 — 23 декабря 2015) — англо-ирландский пэр и лорд-лейтенант графства Фермана. В круге семьи и друзей он известен как Гарри Эрн.

## Биография
Родился 9 июля 1937 года. Единственный сын Джона Генри Джорджа Крайтона, 5-го графа Эрна (1907—1940), и его жены Давины (леди Давидема Кэтрин Синтия Мэри Миллисент Булвер-Литтон) (1909—1995), младшей дочери 2-го графа Литтона. Крестник короля Великобритании Георга VI. Получил образование в Итонском колледже.
23 мая 1940 года после смерти своего отца Генри Крайтон унаследовал титулы 6-го графа Эрна из замка Кром, 6-го виконта Эрна из замка Кром (графство Фермана), 4-го барона Ферманы из Лиснаски (графство Фермана) и 7-го барона Эрна из замка Кром (графство Фермана). Он получил отцовские титулы и земли в 1940 году, за несколько недель до своего третьего дня рождения, когда его отец погиб в бою во время Второй мировой войны.
В 1945 году его мать Давина вышла замуж во второй раз за Монтегю Вудхауса (1917—2001), консервативного члена парламента, который в 1998 году сменил своего старшего брата на посту 5-го барона Террингтона. Со временем у лорда Эрна появилось два сводных брата, Кристофер (ныне 6-й барон Террингтон) и Николас, а также сводная сестра Эмма Давиния Мэри.
В 1952 году он ненадолго был почётным пажом короля Георга VI и продолжал занимать эту должность после восшествия на престол Елизаветы II до 1954 года. С 1960 по 1968 год — лейтенант Северо-Ирландской конной службы.
Член Королевского сельскохозяйственного общества Ольстера и Королевского лесного общества, а также был лорд-лейтенант графства Фермана с 1986 по 2012 год. Лорд Эрн был назначен кавалером Королевского Викторианского ордена в 2012 году за свои заслуги на посту лрда-лейтенанта.
Лорд Эрн скончался 23 декабря 2015 года в возрасте 78 лет.

## Браки и дети
5 ноября 1958 года лорд Эрн женился первым браком на Камилле Робертс (? — 7 декабря 2017), старшей дочери летчика Оуэна Робертса, внука богатого американского бизнесмена Маршалла Оуэна Робертса. У супругов было пятеро детей:
- Леди Клеоне Люсинда Крайтон (род. 27 августа 1959), в 1989 году она вышла замуж за Ричарда Версена, от брака с которым у неё есть один сын.
- Леди Давина Джейн Крайтон (род. 25 июня 1961), в 1990 году она вышла замуж за Николаса Скарра, от брака с которым у неё двое детей.
- Леди Кэтрин Патрисия Крайтон (род. 4 ноября 1962), в 1989 году она вышла замуж за Джонатана Таунсенда-Роуза, от брака с которым у неё было двое детей.
- Леди Тара Гвиневра Крайтон (род. 9 мая 1967), в 1993 году она вышла замуж за Джеймса Уильяма Лойда, от брака с которым у неё двое детей.
- Джон Генри Майкл Ниниан Крайтон, 7-й граф Эрн (род. 19 июня 1971), с 2019 года женат на Гарриет Элизабет Паттерсон.

В 1980 году он развелся со своей первой женой и 21 июня 1980 года женился на Анне Хичкок, урожденной Бьорк, которая пережила его.

## Награды
- Королевский Викторианский орден (31 декабря 2011 года)
- Коронационная медаль Елизаветы II (2 июня 1953 года)
- Медаль Золотого юбилея королевы Елизаветы II (6 февраля 2002 года)
- Медаль Бриллиантового юбилея королевы Елизаветы II (6 февраля 2012 года).